# Regina: un musical para una nación que despierta
Regina: Un Musical Para una Nación que Despierta foi um musical apresentado no Teatro San Rafael, no México, no ano de 2003. Baseado no livro do escritor António Velasco Piña, Regina: Dos de Octubre No Se Olvida, a peça foi escrita por António Calvo e as canções foram compostas por Alex Slucki. Sua primeira apresentação ocorreu no dia 21 de Março de 2003, tendo no total 100 apresentações.

## Informações
A peça foi protagonizada pela atriz e cantora mexicana Lucero, em sua segunda vez no teatro, porém, a primeira a fazer um musical. O papel de protagonista foi oferecido por Pablo Perroni, Antonio Calvo e Renato Herrera e Lucero viu como uma oportunidade após rejeitar protagonizar a telenovela Amor Real, por naquele período estar ocupada com a divulgação de seu então novo álbum Un Nuevo Amor.

## Sinopse
Regina nasceu devido a união das tribos Popocatepetl e Hiztlatzihuatl nos anos 50. Ela foi uma dakini com poderes sobrenaturais, concedidos por Dalai Lama, que controlam a natureza, a chuva, o dia e a noite. Tudo isso foi descoberto pela mentora de Regina, Tagdra Rimpoche, a incentivando a seguir os mesmo passos e ter os mesmos objetivos que Dalai Lama teve ao longo da vida.

## Elenco
- Lucero: Regina
- Jano: António
- Danna Paola: Regina (criança)
- Moisés Suarez: Tagdra Rimpoche
- Enrique del Olmo: Miguel
- Alejandro Villeli: Rafael
- Edgar Cañas: Gabriel
- José Roberto Pisano: Uriel
- Ana Regina Cuarón: Mãe de Regina
- Flavio Medina: Professor
- Josué Anuar: Dalai Lama
- Sergio Saldivar: Diretor

## Músicas
- "Ciudad Inhumana" interpretada pelo elenco
- "Digan Porqué" interpretada por Jano
- "Hechino de Luna" interpretada por Lucero, Enrique del Olmo, Alejandro Villeli, Edgar Cañas e José Roberto Pisano
- "Lama La" interpretada por Danna Paola
- "Luz de Mi Verdad" interpretada por Ana Regina Cuarón
- "Viva Regina" interpretada por Danna Paola
- "La Carcel China" interpretada por Lucero e elenco feminino
- "Gloria" interpretada por Lucero
- "No Hay Tiempo Que Perder" interpretada por Lucero, Enrique del Olmo, Alejandro Villeli, Edgar Cañas e José Roberto Pisano
- "Libres" interpretada pelo elenco
- "Amanecer" interpretada por Lucero
- "Con Un Solo Pensamiento" interpretada por Lucero
- "Dinos Porqué" interpretada por Lucero, Enrique del Olmo, Alejandro Villeli, Edgar Cañas e José Roberto Pisano
- "Mira Con los Ojos de la Esencia" interpretada por Lucero, Enrique del Olmo, Alejandro Villeli, Edgar Cañas e José Roberto Pisano

## Prêmios e indicações
Lucero ganhou o Prêmio TVyNovelas pela categoria "Melhor Atriz em um Musical".

## Controvérsia
No dia 15 de Agosto de 2003, ao término da 100ª e última apresentação da temporada, um grupo de jornalistas que estavam presentes se envolveu em um tumulto e chegou a ser ameaçado por um dos guarda-costas de Lucero com uma arma. No dia seguinte, Lucero promoveu uma coletiva para justificar o ocorrido e acabou defendendo a atitude de seu guarda-costas, aproveitando para criticar a imprensa mexicana. Com isso, a artista foi duramente criticada por vários meios de comunicação fazendo com que fosse excluída do posto de apresentadora principal e embaixadora do Teletón México, função que exercia desde 1997.